# Sarah Derith
Sarah Derith, eller Deritt, född Wright 1680, död 1745, var en brittisk salongsvärd och politiskt aktiv svensk grevinna, gift med greve Carl Gyllenborg. 
Hon var dotter till John Wright, esq; attorney-general of Jamaica, och gifte sig första gången med Elias Derritt. Wright var känd som anhängare av torypartiet. Hon gifte sig 1710 med den svenska politikern Carl Gyllenborg, som då var posterad som diplomat i London. Hon var då en förmögen änka med ett brett socialt kontaktnät i Londons inflytelserika kretsar. Paret höll en salong som blev en mötesplats för politiker, industriidkare, och personer ur den kulturella och vetenskapliga världen, med syftet att understödja svenska intressen i England och skapa en svenskvänlig hållning bland engelska politiker. Sarah Wright var dock jacobit och agerade öppet för ett återinförande av dynastin Stuart på den brittiska tronen. 
Gyllenborg anklagades för att vara inblandad i ett kuppförsök och sattes i husarrest innan han utvisades: hans andel i det hela är okänd. Efter återkomsten till Sverige finansierade han sin politiska karriär med sin hustrus pengar. Sarah Wright deltog även i Sverige i politiken och räknas tillsammans med Hedvig Catharina Lillie till de mest politiskt aktiva kvinnorna under frihetstiden. 
När förbindelsen mellan Fredrik I av Sverige och Hedvig Taube blev erkänd efter födelsen av en son, inleddes initialt en social bojkott av Taube: detta demonstrerades tydligast av att kvinnor vägrade att umgås med henne. Sarah Wright med make, tillsammans med Eleonora Magdalena Wachtmeister och Eleonora Lindheim tog då initiativ till att bryta bojkotten genom att besöka henne i syfte att påverka kungen genom Taube. Visiten hade avsedd effekt och ledde till att Taube inte blev utstött och att hennes politiska aktivism inleddes. 
Hennes dotter, Elizabeth Derith (död 1766), gifte sig med greve Carl Sparre.